# 블렌텍
블렌텍(Blendtec)은 상업용 및 주거용 블렌더를 판매하는 미국 회사이다. 케이텍(K-TEC)의 계열사이다. 블렌텍은 1975년 톰 딕슨(Tom Dickson)에 의해 설립되었으며 2022년 기준 주로 미국 유타주 오렘에서 운영되고 있다.

## 마케팅
블렌텍은 Will It Blend?(갈릴까?)로 널리 알려져 있다. 딕슨이 아이팟, 아이폰, 대리석, 골프공, 리모콘 등 다양한 비식품 품목을 혼합하는 바이럴 마케팅 캠페인을 벌인 것으로 알려져 있다. 딕슨은 성공적인 기업을 설립하고 성장시킨 개인을 다루는 CNBC 시리즈인 "How I Made My Millions"에 출연했다.